# 今谷 (柏市)
今谷（いまや）は、千葉県柏市にある地名。現行行政地名は今谷上町（いまやかみちょう）と今谷南町（いまやみなみちょう）。今谷南町は住居表示実施済み区域、今谷上町は住居表示未実施区域である。

## 地理
柏市内中西部に位置し、同市南柏中央、豊住、東中新宿、及び流山市向小金に接する。

### 地価
住宅地の地価は、2014年（平成26年）1月1日の公示地価によれば、今谷上町字並木通36番9の地点で14万2000円/m2となっている。

## 歴史
- 享保8 - 9年 - 下総国葛飾郡今谷新田として開発される。
- 享保15年 - 検地。石高は37あまり。
- 1873年（明治6年） - 千葉県に所属。
- 1878年（明治11年） - 東葛飾郡に所属。
- 1889年（明治22年）4月1日 - 今谷新田が増尾村・名戸ケ谷村・藤心村・逆井村・酒井根村・小金上町新田・中新宿村・塚崎新田・根木内新田・根木内村と合併して土村となる。
- 1950年（昭和25年） - 今谷新田が小金上町新田とともに今谷上町となる。
- 1954年（昭和29年）9月1日 - 土村が柏町・小金町・田中村と合併して東葛市となる。
- 1954年（昭和29年）11月15日 - 東葛市が柏市に改称。
- 1973年（昭和48年） - 今谷上町の一部が豊住二丁目になる。
- 1974年（昭和49年） - 今谷上町の一部が中新宿の一部とともに今谷南町となる。
- 2007年（平成19年） - 今谷上町の一部が豊四季の一部とともに南柏中央となる。

## 世帯数と人口
2017年（平成29年）10月31日現在の世帯数と人口は以下の通りである。
| 町丁     | 世帯数    | 人口    |
| -------- | --------- | ------- |
| 今谷上町 | 2,298世帯 | 4,568人 |
| 今谷南町 | 176世帯   | 386人   |

## 小・中学校の学区
市立小・中学校に通う場合、学区は以下の通りとなる。
| 町丁     | 番地 | 小学校             | 中学校             |
| -------- | ---- | ------------------ | ------------------ |
| 今谷上町 | 全域 | 柏市立光ヶ丘小学校 | 柏市立光ヶ丘中学校 |
| 今谷南町 | 全域 | 柏市立光ヶ丘小学校 | 柏市立光ヶ丘中学校 |

## 交通
千葉県道261号松戸柏線が横断し、常磐線（各駅停車）の南柏駅が最寄り。町域南部は東武野田線の新柏駅も近い。
路線バス（東武バスセントラル沼南営業所管轄）では、南柏駅発着の路線のうち、廣池学園経由の系統に「今谷」「今谷上町」、豊住経由の系統に「上町」という停留所がある。

## 施設
- 千葉銀行南柏支店
- 南柏幼稚園
- 八坂神社